# Psychomyia zimmermanni
Psychomyia zimmermanni là một loài Trichoptera thuộc họ Psychomyiidae. Chúng phân bố ở miền Ấn Độ - Mã Lai.